# سوماورو كنتي

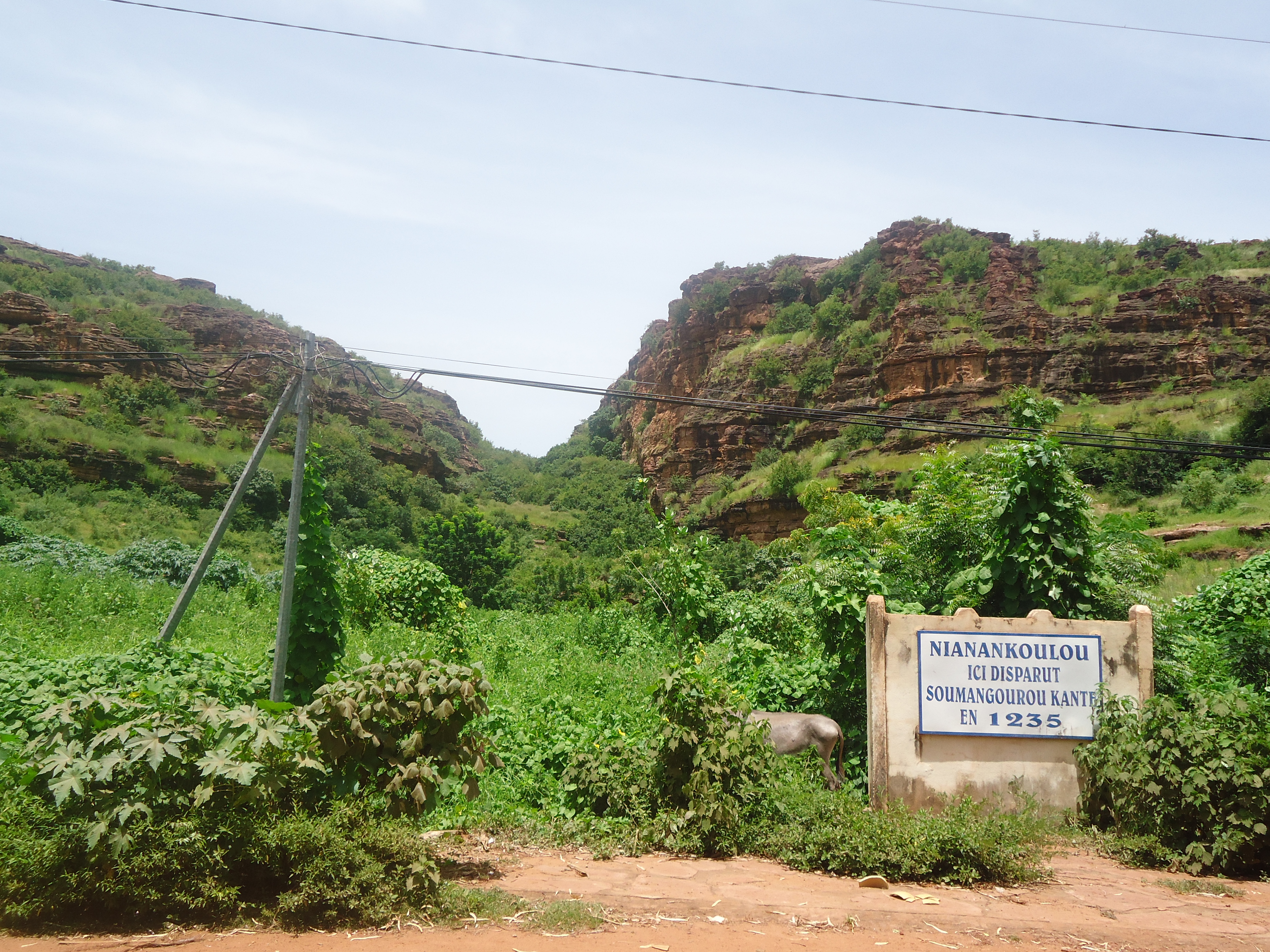
موقع نيانانكولو الذي اختفى فيه سوماورو كنتي وفقاً للعرف التقليدي.

سوماورو كنتي (بالفرنسية: Soumaoro Kanté)‏ (كما تُكتب سومانغورو كنتي) هو ملك على شعب إمبراطورية سوسو خلال القرن الثالث عشر ميلادي. استطاع السطيرة على كمبي صالح وهي عاصمة إمبراطورية غانا التي كانت حينها قد انهارت، وواصل سوماورو كنتي غزو دول مجاورة عدة ومنها دول الشعب الماندينغي على الأراضي المعروفة الآن باسم مالي. ولكن استطاع الأمير الماندينغي سوندياتا كيتا إقامة تحالف من الممالك الصغرى لمجابهته في معركة كيرينا (حوالي عام 1235م) ليهزم إمبراطورية سوسو ما جعل إمبراطورية مالي تحت قيادة سوندياتا كيتا القوة الجديدة المهيمنة في المنطقة.
يرد ذكر سوماورو كنتي في ملمحة سوندياتا وهي الملحمة القومية الخاصة بمالي حيث تصوره على أنه ملك مشعوذ خسيس يقمع الشعب الماندينغي. ولاذ بالفرار إلى جبال كوليكورو بعد الهزيمة التي تكبدها في معركة كيرينا حيث يختفي بعدما أصيب بالسلاح الوحيد الذي يمسه بالأذى وهو سهم على مقدمته مهماز لديك.